# Cabreiro
Cabreiro is een plaats (freguesia) in de Portugese gemeente Arcos de Valdevez en telt 574 inwoners (2001).

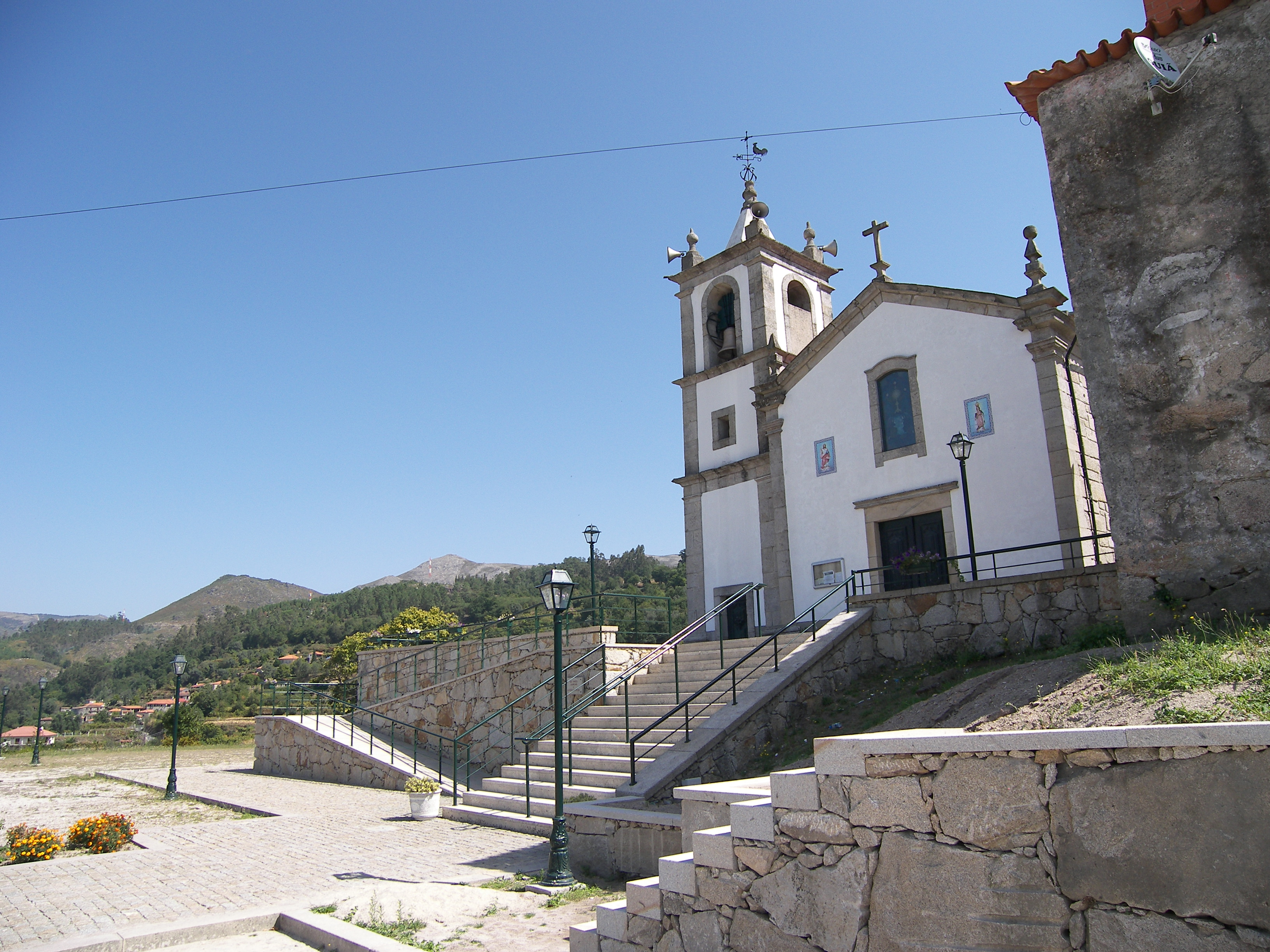
Kerk van Cabreiro

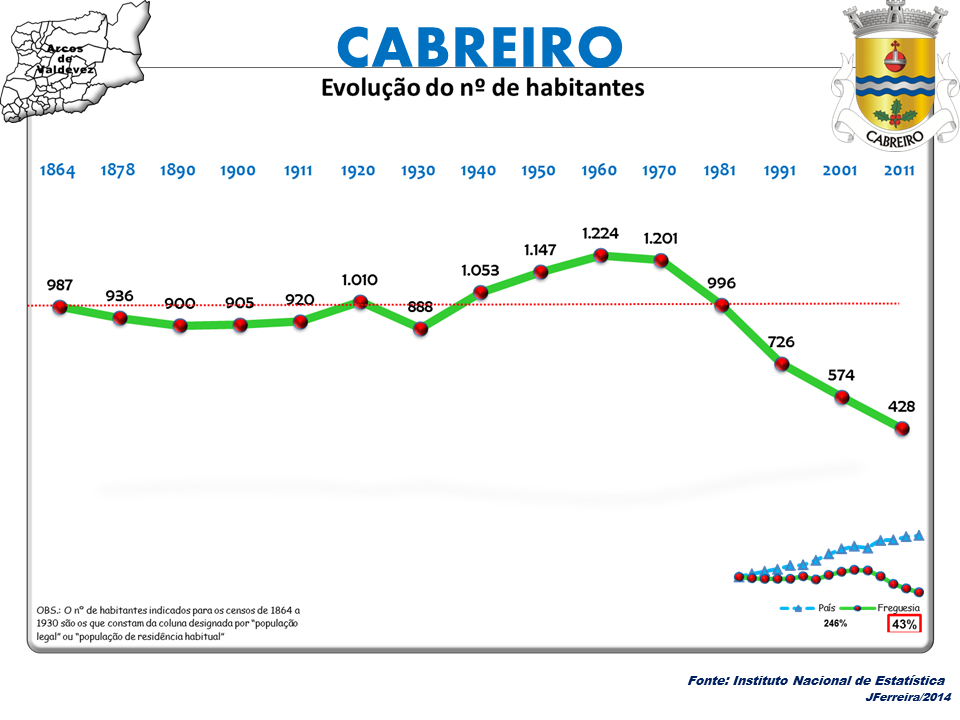
Bevolkingsontwikkeling tussen 1864 en 2011